# Portus aan de Reep

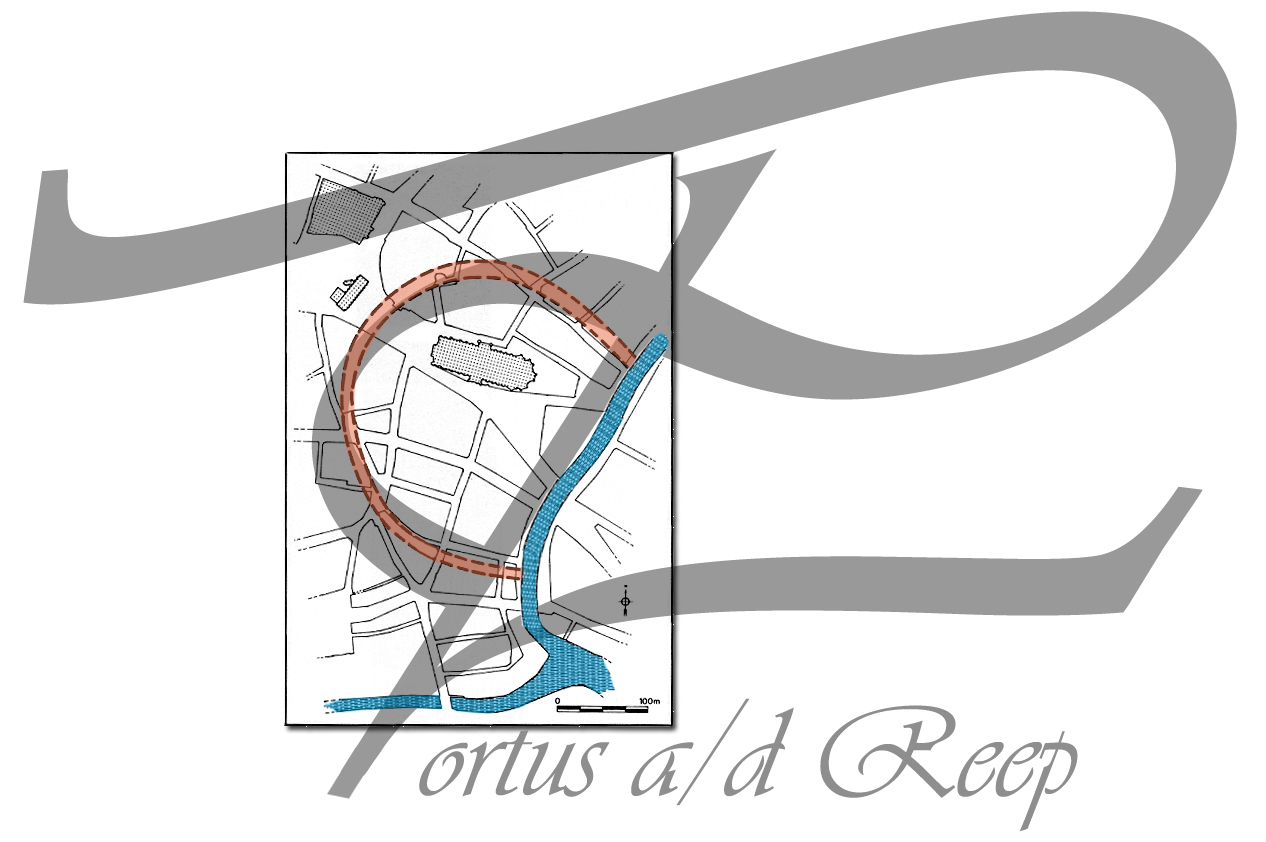
Logo Portus aan de Reep

Portus aan de Reep is de oudste kern van het burgerlijke Gent.

## Naam
Portus: in een vroegmiddeleeuwse context eerder een pre-stedelijke nederzetting met een aanlegplaats, gelegen aan een rivier, waar handel werd gedreven.
Reep: de Nederschelde werd (onder meer in openbare dossiers uit 1882-1886) ook de Reep genoemd, van het Germaanse Rippa = rechte strook grond, veelal langs een water.
Prof.em. Adelbert Van de Walle gebruikte in 2002 voor het eerst de naam “Portus aan de Reep”, ter gelegenheid van de oprichting van de gelijknamige buurtvereniging in Gent.

## Historiek

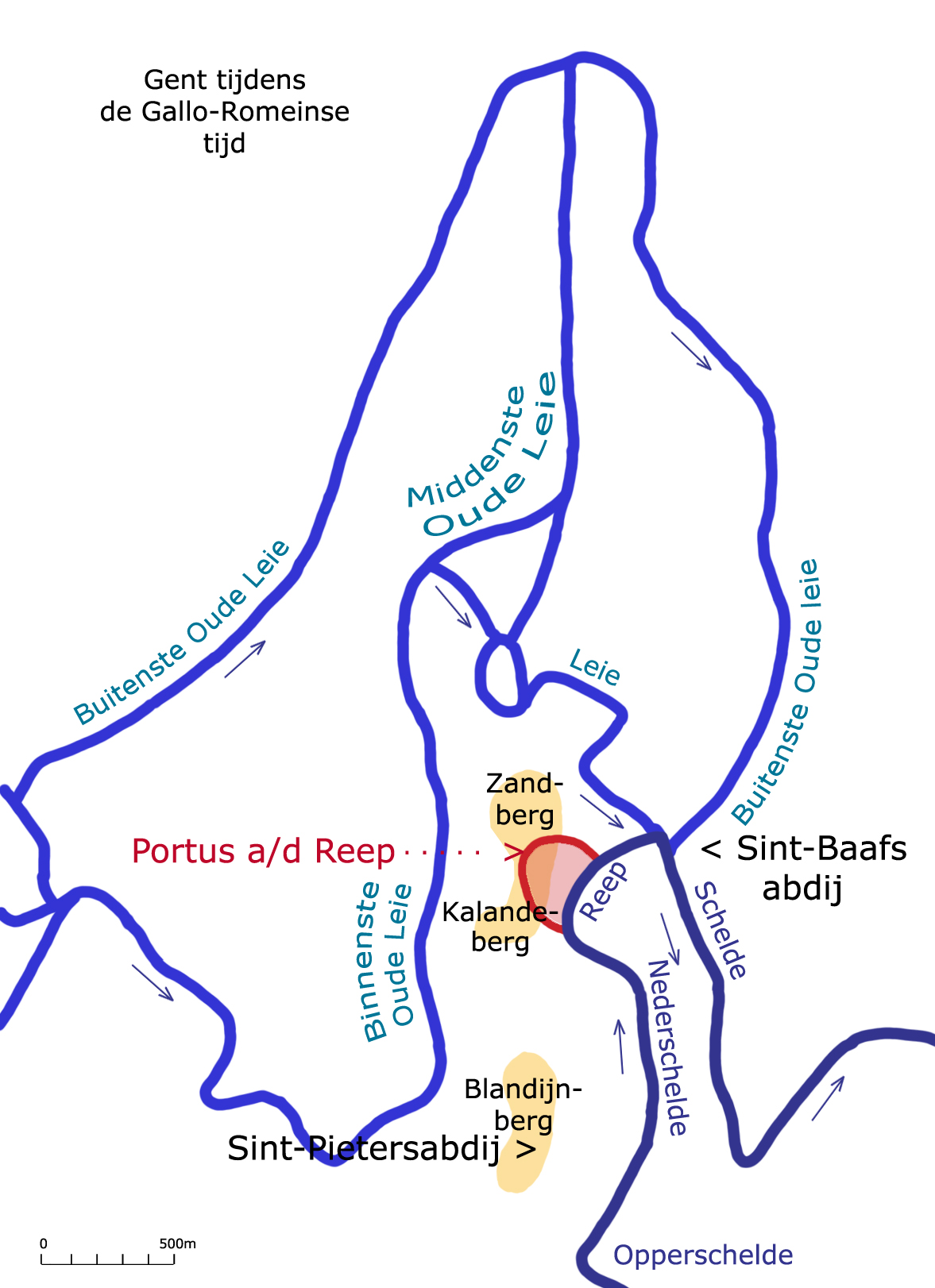
Portus aan de Reep tijdens de Gallo-Romeinse tijd

Gent ontstond aan de samenvloeiing van de Leie en de Schelde. De naam Gent zou afkomstig zijn van de Keltische waternaam Gond, verbasterd naar het Germaanse Gand, waarvan het Latijnse Gandavum is afgeleid.
Deze heidense nederzetting met de naam Ganda werd in de 7e eeuw, tijdens de Frankische tijd gekerstend door de heilige Amandus, die eerst een abdij stichtte op de Blandijnberg, de Sint-Pietersabdij, en vervolgens een kerk in Ganda, waaruit eveneens in de 7e eeuw een abdij ontstond, die later naar de heilige Bavo werd vernoemd, Sint-Baafsabdij.
In 843 werd het Verdrag van Verdun getekend, waardoor de Schelde, en dus ook de Reep, de grens werd tussen het Frankische Rijk en het Heilige Roomse Rijk. In 879 werden de benedictijnen door de Vikingen uit die twee abdijen verdreven en de burgerlijke bevolking, die reeds eerder was verhuisd naar een hoger gelegen site gelegen aan de Schelde tussen de twee abdijen, bouwde (om zich te beschermen) een hoefijzervormige gracht met wal: een “Portus aan de Nederschelde”, of “Portus aan de Reep”.
Hier ontstond dus het oude burgerlijke Gent, een gebied (zeven hectare groot) aansluitend op de Reep. Aan het huidige Bisdomplein lag de aanlegplaats van de portus, de Wijden Aard ("brede aanlegplaats"), die later haar naam doorgaf aan de Wijdenaardbrug over de Reep. Deze vestiging werd Gandavum genoemd, naar het inmiddels door de Vikingen bezette Ganda.
Omstreeks de 10e eeuw werd aan het kruispunt van de twee belangrijkste wegen in de portus de Sint-Janskerk (de latere Sint-Baafskathedraal) gebouwd. Ze zou op 15 april 942 door bisschop Transmar van Doornik en Noyon zijn ingewijd.

## Ligging

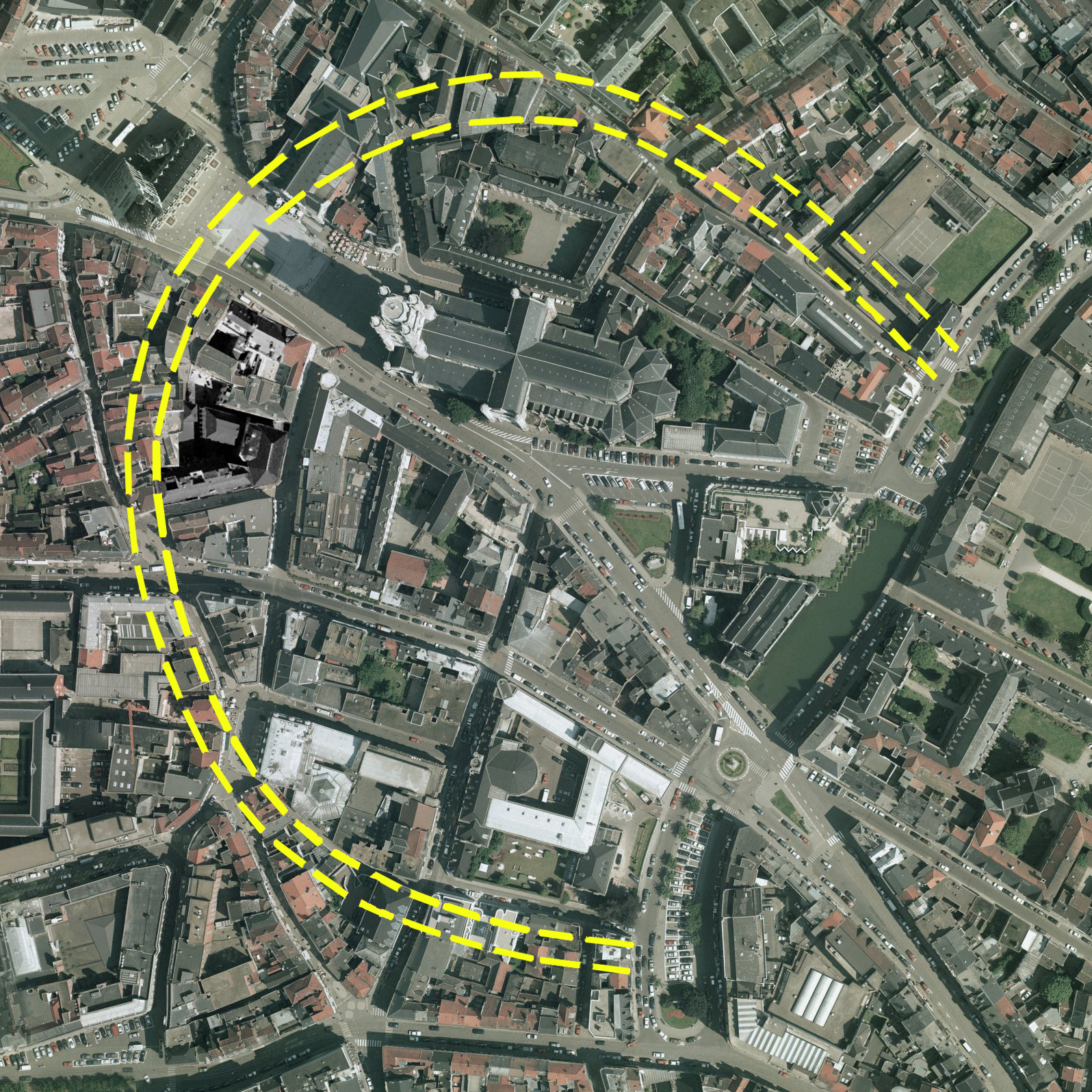
Portus aan de Reep ligging op satellietfoto

Volgende straten maken deel uit van de Portus aan de Reep: Biezekapelstraat, Bisdomkaai (deel tussen Bisdomplein en Nederpolder), Bisdomplein, Borreputsteeg, Brabantdam (kant Portus: deel tussen François Laurentplein en Vogelmarkt), François Laurentplein (kant Provinciehuis), Geraard De Duivelstraat, Gouvernementstraat, Henegouwestraat, Hoofdkerkstraat, Jodenstraat, Kalandeberg, Kalandestraat, Kapittelstraat, Koestraat, Korte Kruisstraat, Lange Kruisstraat, Lieven Bauwensplein, Limburgstraat, Maaseikstraat, Mageleinstraat, Nederpolder, Oranjeberg, Sint-Baafsplein, Watermolenstraat.

## Belangrijke gebouwen
- Achtersikkel (Biezekapelstraat 9)
- Bank van de Arbeid (Volderstraat 1)
- Bisschoppelijk Paleis van Gent (Bisdomplein 1)
- Braempoort en Braemmolens (Brabantdam; gesloopt in 1779 resp. 1884)
- Geeraard de Duivelsteen (Limburgstraat)
- Grote Ameede (Koestraat; gesloopt in 1871)
- Hof van Sint-Baafs (Laurentplein; gesloopt in 18)
- HoGent site De Wijnaert (Geraard de Duivelstraat 5)
- Kleine Ameede (Koestraat 50-52)
- Koninklijke Nederlandse Schouwburg (Sint-Baafsplein 17)
- Provinciehuis (Oost-Vlaanderen) (Gouvernementstraat 1)
- Sint-Baafskathedraal (Sint-Baafsplein)
- Sint-Baafshuis (Biezekapelstraat 2-4)
- Voormalige gouverneurswoning (Bisdomplein 3) met ernaast, om de hoek Hotel Georges Hulin de Loo[3]

## Gedenkplaten
- Geeraard de Duivel (Limburgstraat aan het Geraard de Duivelsteen)
- José Rizal (Henegouwenstraat 27-45)
- Jacob van Artevelde (Kalandenberg 7)
- Charles Van der Cruyssen (Lange Kruisstraat 4)

## Standbeelden
- Lieven Bauwens (Lieven Bauwensplein)
- François Laurent (François Laurentplein)
- Monument ter ere van de gebroeders Van Eyck (Geraard de Duivelhof)
- Jan Frans Willems (Sint-Baafsplein)

## Bekende inwoners
- Geeraard de Duivel (ridder)
- Georges Hulin de Loo
- Jacob van Artevelde (Vlaams volksleider en staatsman)
- Joos Vijd (schenker Lam Gods)
- De Gentse bisschoppen hadden hun residentie van 1633 tot 1794 in Het Hof van Sint-Baafs, in 1802 op de Zandberg en sinds 1845 op het Bisdomplein.
- De Oost-Vlaamse gouverneurs hadden van 1830 tot 1940 hun residentie in de Gouvernementstraat.

## Trivia
Naast de Portus aan de Reep bestaat in Gent ook de site Portus Ganda, wat soms tot verwarring kan leiden.